# Éibar industrial
Éibar industrial es un documental dirigido por José Rivas.

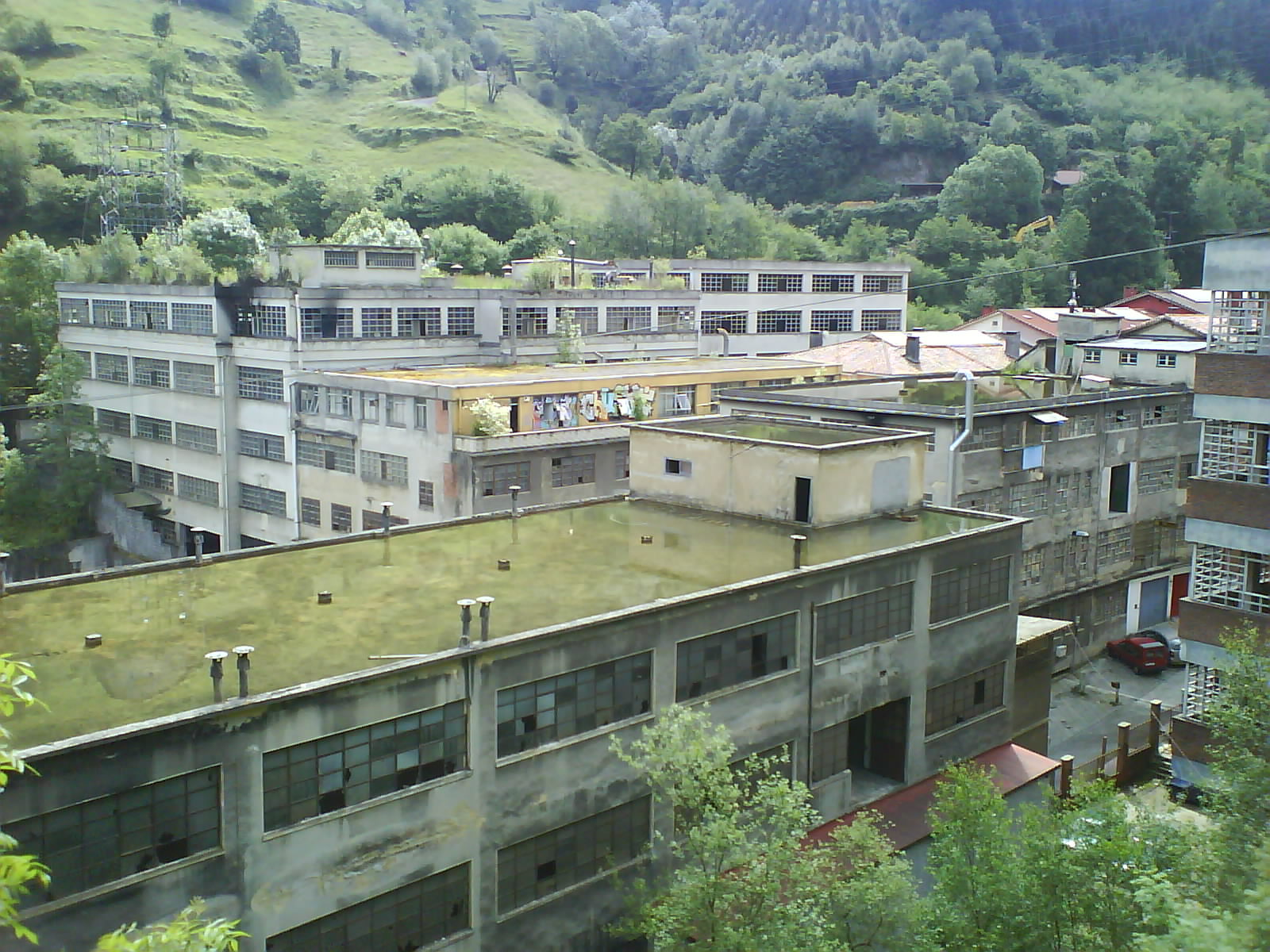
Edificios industriales del barrio de Txonta.

## Argumento
Documental basado en la cultura, industria y deporte de Guipúzcoa en especial del entorno de Éibar durante la década de los 60. No en vano a Éibar se le denominada la Ciudad del dólar porque había mucho trabajo....

## Comentarios
Rodada en Elgueta, Éibar y San Sebastián. 